# XHTML Mobile Profile
XHTML Mobile Profile (XHTML MP) — гіпертекстовий стандарт для комп'ютерних мов, розроблений спеціально для мобільних телефонів та інших пристроїв, обмежених ресурсами.
Тип документа XHTML визначений Open Mobile Alliance. XHTML-MP походить від XHTML Basic 1.0 з доданими XHTML-модулями, а пізніші версії стандарту додавали більше модулів. Однак для деяких модулів XHTML-MP не вимагає повної реалізації, тому браузер XHTML-MP може не повністю відповідати всім модулям. Preeti XHTML MP 1.2 DTD — це поточна рекомендація, завершена в березні 2008 року.
XHTML Basic 1.1 перетворився на W3C Recommendation в липні 2008, замінивши XHTML-MP 1.2.

## Опис типу документа
Щоб перевірити як XHTML-MP, документ повинен містити належний вміст (DTD) або DOCTYPE, залежно від версії специфікації.
```
<!DOCTYPE html PUBLIC "-//WAPFORUM//DTD XHTML Mobile 1.0//EN"

"http://www.wapforum.org/DTD/xhtml-mobile10.dtd">

<!DOCTYPE html PUBLIC "-//WAPFORUM//DTD XHTML Mobile 1.1//EN"

"http://www.openmobilealliance.org/tech/DTD/xhtml-mobile11.dtd">

<!DOCTYPE html PUBLIC "-//WAPFORUM//DTD XHTML Mobile 1.2//EN"

"http://www.openmobilealliance.org/tech/DTD/xhtml-mobile12.dtd">

```

Зверніть увагу, що для виправлення технічних помилок у вищезгаданому DTD випущено ряд версій, також формат DTD складніший і менш широко підтримується, ніж стандартний HTML.

## MIME-тип
Тип MIME для XHTML Mobile Profile — «application / vnd.wap.xhtml + xml». Відповідні користувацькі агенти також повинні приймати «application / xhtml + xml» і «text / html». Багато настільних вебпереглядачів перевірятимуть XHTML-MP лише під час відображення, якщо вказано тип XML MIME.